# That's My Boy (film 1932)
That's My Boy è un film del 1932 diretto da Roy William Neill.
È un film commedia statunitense a sfondo sportivo con Richard Cromwell, Dorothy Jordan e Mae Marsh. John Wayne interpreta in un ruolo non accreditato un giocatore di football. È basato sul romanzo del 1932 That's My Boy di Francis Wallace.

## Produzione
Il film, diretto da Roy William Neill su una sceneggiatura di Norman Krasna con il soggetto di Francis Wallace, fu prodotto dallo stesso Neill per la Columbia Pictures Corporation e girato, tra le altre location, nella University of Southern California a Los Angeles in California.

## Distribuzione
Il film fu distribuito negli Stati Uniti dal 13 novembre 1932 (première il 6 ottobre 1932) al cinema dalla Columbia Pictures Corporation.

## Promozione
Le tagline sono:
- "A HERO TODAY - But What Of Tomorrow? The Football Story Thata's Never Been Told Before!".
- "20 GRID STARS and the University Southern California Football Team!".
- "A NEW KIND OF FOOTBALL STORY! He became a great gridiron Star - but he forgot to be himself!".
- "DRAMANTIC ROMANCE OF A GREAT FOOTBALL STAR! The cheers of the mob deafened this grid hero to the heart-call of the two women who loved him!".
- "The cheers of the crowd made him forget the two women who loved him!".